# Opel Kadett C

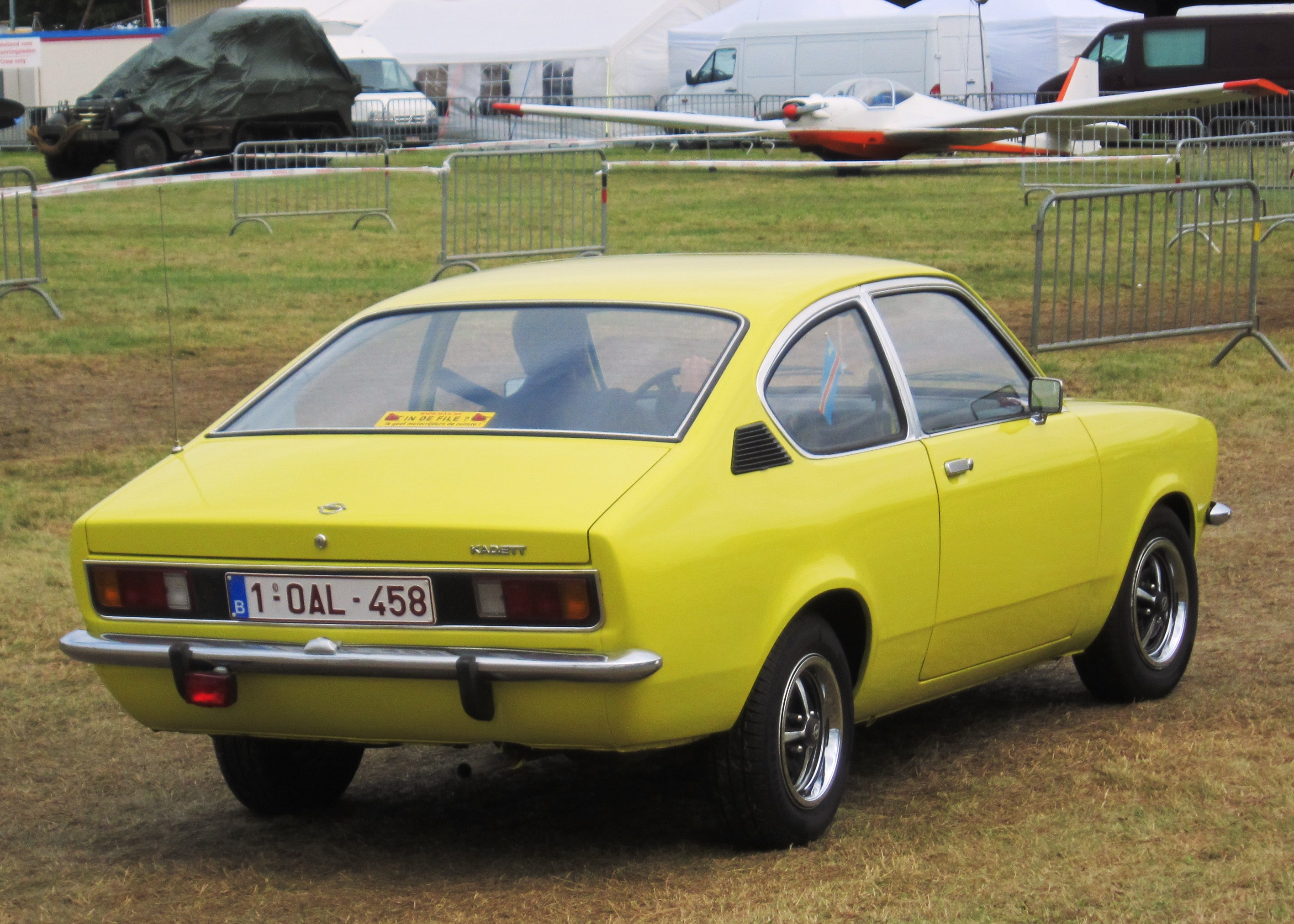

O Kadett C apareceu em 1973 e foi a versão da Opel dos 'T-Car' da GM, também construído no Japão pela Isuzu com o nome de Isuzu Gemini nos mercados asiáticos e na Austrália. Em Portugal foi lançado como Opel 1204, Na Coreia do Sul, a Daewoo Motors fez uma versão conhecida por Daewoo Maepsy. O Kadett C esteve na base do Vauxhall Chevette no Reino Unido, cuja parte da frente foi reestruturada e foi utilizado um motor 1256cc OHV substituindo o de 1196cc da Opel. Foi notável a inclusão de uma porta traseira (de elevação) com o nome City-Kadett, baseado no Vauxhall Chevette britânico, que foi o primeiro para a Opel. Contudo, a produção do Kadett C terminou em 1979, e o Chevette foi produzido até 1983. Curiosamente, o Vauxhall Chevette começou a ser importado para a Alemanha em 1979 para satisfazer as necessidades da tradicional tracção traseira e teve algum sucesso durante um ou dois anos.

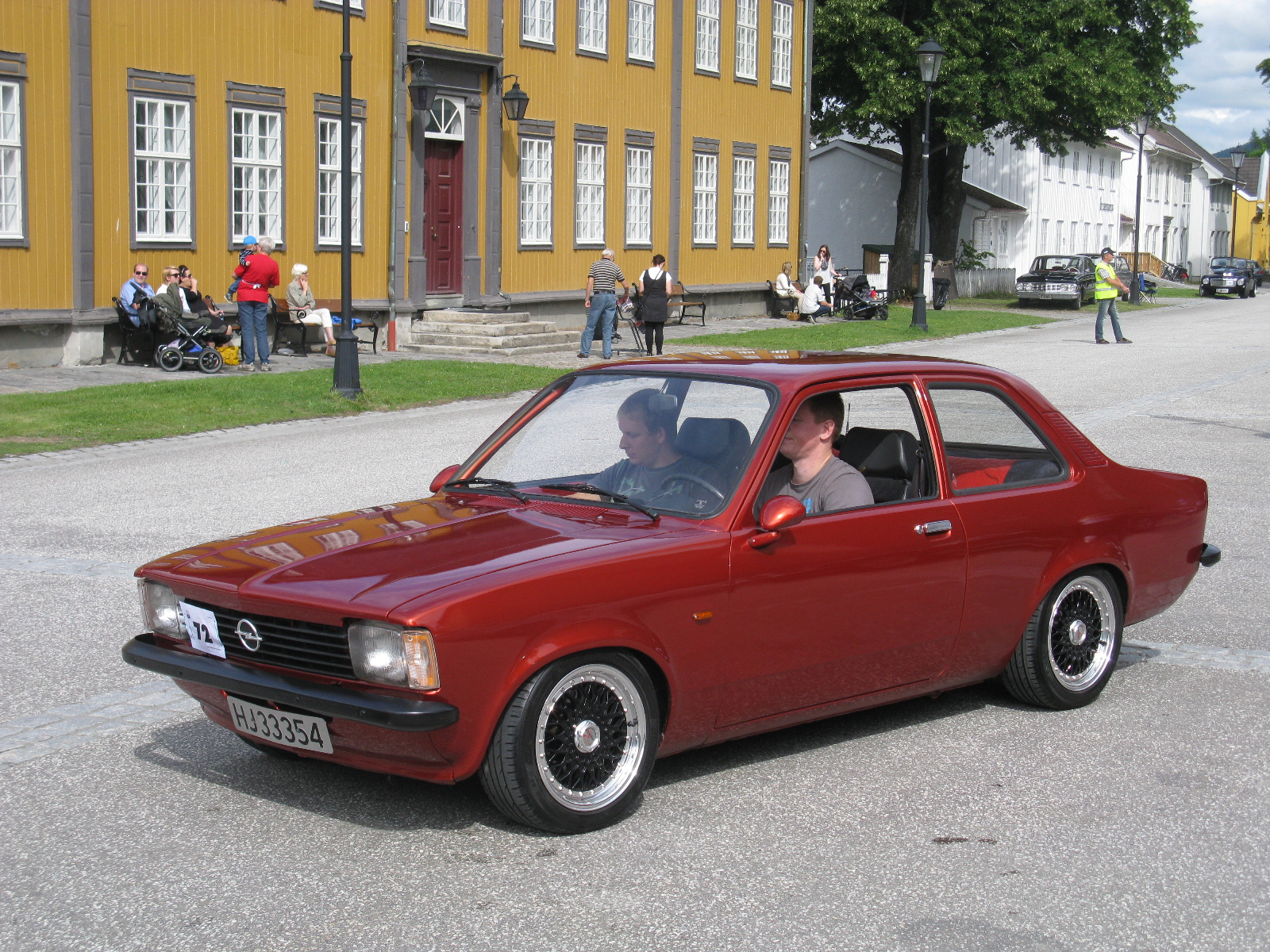

Atualmente o Kadett C é um carro de culto na Alemanha, especialmente o coupé. As versões posteriores com o Kadett C Coupé foram os carro de Rally e os modelos GT/E. De início estes modelos foram construídos com o motor da Opel de injecção da Bosch de 1897cc, e posteriormente foi adaptado para o motor 1998cc CIH. Hoje em dia estes modelos desportivos são muito raros na condução à direita.
Uma versão muito interessante e rara foi o Aero-Kadett, um descapotável. Este carro foi construído em quantidades muito reduzidas pela Karosserie Baur em Estugarda.
O Kadett C chegou à América como o Buick-Opel. Contudo, na realidade, era um Isuzu Gemini; uma versão adaptada deste carro ao mercado norte-americano como o Isuzu I-MArk dos inícios dos anos 80.
No Brasil, o Kadett C foi lançado seis meses antes do seu lançamento europeu como Chevrolet Chevette e para além de estar disponível em três motores a gasolina (1,4L, 1,6L e 1,0L (apenas disponível nos modelos de 1992 e 1993) e o 1,4L e 1,6L também disponíveis em etanol. O Chevette vendeu mais de 1,6 milhões de unidades no Brasil, sendo substituído pelo Chevrolet Corsa.

## Carroceria
O Kadett C foi produzido em cinco modelos diferentes:
- Limousine com três e quatro portas
- Schrägheck (City) com três portas
- Misto (Caravan) com três portas
- Coupé com duas portas
- Cabriolet com Targadach (Aero) com duas portas

## Motores
O Opel Kadett C foi produzido com os seguintes motores:
- 1.000cm3 de cilindrada, 29kW/ 40PS (1,0N)
- 1.000cm3 de cilindrada, 35kW/ 48PS (1,0S) apenas para eportação, por exemplo para a Itália
- 1.200cm3 de cilindrada, 37kW/ 50PS (1,2N) apenas para eportação, por exemplo para a Áustria
- 1.200cm3 de cilindrada, 38kW/ 52PS (1,2N até 1976))
- 1.200cm3 de cilindrada, 40kW/ 55PS (1,2N desde 1976)
- 1.200cm3 de cilindrada, 44kW/ 60PS (1,2S)
- 1.600cm3 de cilindrada, 55kW/ 75PS (1,6S) desde 1977
- 1.900cm3 de cilindrada, 77kW/105PS (1,9E) (apenas GT/E 1)
- 2.000cm3 de cilindrada, 81kW/110PS (2,0E) (apenas GT/E 2 e Rallye E)
- 2.000cm3 de cilindrada, 85kW/115PS (2,0EH) (apenas GT/E 2 = 1000er)

## Variedades do modelo
O Opel Kadett C é encontrado nas seguintes variedades:
Limousine, City e Caravan:
- Kadett
- Kadett J (quase todos City, algumas Limousinas de duas portas, nenhum Caravan e 4 portas)
- Kadett Luxus
- Kadett Berlina
- Chevette 1.4 no Brasil

Coupé:
- Kadett Luxus
- Kadett Berlinetta
- Kadett Rallye
- Kadett GTE

Sondermodelle:
- Schneekönig
- Swinger (2 dois tipos diferentes -> amarelo e verde ou branco e laranja)
- Pirsch como todo-o-terreno
- 1000er (apenas Coupè)
- Winterfest
- Ahoi-Kadett
- City-Jet(apenas City)
- Europa-Kadett (apenas Limousine)